# Festes-et-Saint-André
Festes-et-Saint-André es una localidad y comuna francesa, situada en el departamento del Aude en la región de Languedoc-Roussillon.
A sus habitantes se les conoce por el gentilicio Festandréens.

## Demografía
| 60 | 105 | 112 | 159 | 201 | 202 |
| Para los censos de 1962 a 1999 la población legal corresponde a la población sin duplicidades (Fuente: INSEE [Consultar]) |     |     |     |     |     |

(Población sans doubles comptes según la metodología del INSEE).

## Lugares de interés
- Festes
  - Castillo de Festes, propiedad privada, del los siglos XI, XIII y XVII. Antiguamente pertenecía a la familia de Bernard de Montfaucon de Roquetaillade.
  - Iglesia románica del siglo XI XIeme.
- St André
  - Iglesia del siglo XVII.
  - Cascada de las encantados.